# Keloglan gegen den schwarzen Prinzen
Keloglan gegen den schwarzen Prinzen ist eine türkische Märchenfilmkomödie von Tayfun Güneyer aus dem Jahr 2006.

## Handlung
Sirmaoğlan (= Goldlöckchen) ist ein Mann mit besonders schönen, langen und blonden Haaren, der aufgrund seiner Haarpracht die Tochter des Sultans, Cankız, ehelichen darf. Sirmaoğlan ist verwundert, dass er dafür keine Heldentat bestehen muss, zumal er nur ein einfacher Schäfer ist. Kurze Zeit später ist Sirmaoğlan gerade bei seiner Schafherde angekommen, als er Prinzessin Cankız um Hilfe rufen hört. Ein Drache greift sie an. Bevor Sirmaoğlan eingreifen kann, erscheint der Schwarze Prinz, der Cankız ebenfalls retten will. Es kommt zum Disput zwischen Sirmaoğlan und dem Schwarzen Prinzen, bei dem letzterer k. o. geht. Sirmaoğlan kann einen Kopf des Drachen abschlagen, doch versengt ihm der Drache mit seinem zweiten Kopf das Haar und jagt ihn davon, während die Prinzessin sich selbst rettet.
Vier Jahre später: Sirmaoğlan ist nach der Drachenattacke glatzköpfig und hört nun auf den Namen Keloğlan (= Glatzkopf). Sein Zustand bedrückt ihn so sehr, dass er sich umbringen will, was sein Freund Cankuşoğlan verhindert. Grund für Keloğlans Depression ist auch, dass er aufgrund seiner Kahlköpfigkeit von Cankız nicht mehr geliebt wird. Der Sultan stellt Keloğlan zwar immer wieder vor unlösbare Aufgaben, bei deren Erfüllung ihm Cankız’ Hand sicher sei, doch findet Cankız jedes Mal eine Ausrede, um nicht Keloğlans Frau werden zu müssen. Die neueste Herausforderung des Sultans ist es, dass Keloğlan den goldenen Gürtel eines gefährlichen Riesen bringen soll, um Cankız zur Frau zu erhalten. Zwar lehnt Cankuşoğlan auch in Keloğlans Namen die Herausforderung ab, stimmt aber zu, als ihm viel Gold geboten wird. Das Gold würde es ihm ermöglichen, endlich seine große Liebe Schneewittchen zu heiraten.
Keloğlan und Cankuşoğlan begeben sich auf die gefährliche Reise zum Riesen, auch wenn beide sicher sind, das Abenteuer nicht zu überleben. Dies bedrückt die junge Balkız, die in Keloğlan verliebt ist, ohne dass er es weiß. Sie folgt den beiden in der Verkleidung eines Mannes und gibt sich vor ihnen als Tüysüzoğlan aus. In einer Schenke sehen die drei ein Zirkusplakat, auf dem mit dem Auftritt eines Riesen geworben wird. Sie entschließen sich, den Gürtel des harmlosen Zirkusriesen zu holen; Balkız gibt vor zu wissen, wo der Zirkus derzeit sein Zelt aufgeschlagen hat, und alle drei begeben sich auf den Weg.
Der Schwarze Prinz hat unterdessen die Märchenschurken um sich versammelt, darunter den bösen Wolf und die böse Stiefmutter. Er will durchsetzen, dass Märchenbücher auf ihrem Cover die Schurken als Titel führen. Als neue Figur Schwarzer Prinz – eigentlich heißt er Necati – will er nun ein Beispiel setzen. Eine Taube bringt ihm die Nachricht von Keloğlans neuer Aufgabe und davon, dass dieser beim Erfolg diesmal tatsächlich Cankız heiraten darf. Cankız und der Schwarze Prinz sind seit langer Zeit ineinander verliebt, doch will der Sultan seine Tochter nicht an einen Prinzen verheiraten. Über seine Schwester, die böse Hexe Makarena, besorgt sich der Schwarze Prinz einen Zaubertrank, der Cankız in tiefen Schlaf versetzt. Nun verkündet der Sultan, dass jeder würdige Prinz oder Held versuchen darf, Cankız per Kuss ins Leben zurückzuholen.
Keloğlan, Cankuşoğlan und Balkız sind auf ihrer Suche nach dem Zirkus unterdessen auf das ohne Frauen lebende Volk der Biriciks gestoßen, haben bei einem Tanzwettbewerb einen fliegenden Teppich gewonnen und so den Zirkus gefunden. Der Riese entpuppt sich als Riesin Devriye, die sich jedoch gerne als Mann verkleidet, um beispielsweise die Viola in Shakespeares Was ihr wollt spielen zu können. Die Geschichte der Frau, die sich als Mann ausgibt, um ihrer großen Liebe nahe zu sein, berührt Balkız tief. Die drei kehren mit der zum Schein in Ketten gelegten Devriye zum Sultan zurück und Keloğlan darf die Prinzessin küssen, die aufgrund des nachlassenden Zaubertranks jedoch auch so erwacht. Dennoch wird festgelegt, dass Keloğlan Cankız heiraten darf. Der Schwarze Prinz ist empört, entführt Cankız und bringt den echten Riesen Muharrem zum Sultan; Muharem reagiert erfreut, weil er hier seine große Liebe Devriye wiedersieht. Dennoch ist Keloğlans Schwindel nun offenbar. Keloğlan, Cankuşoğlan und Balkız werden in Sand eingegraben und von den Biriciks gerettet. Diese sind als Musiker auf dem Weg zur Hochzeit von Cankız und dem Schwarzen Prinzen ins Schloss Vandam. Die drei kommen mit und Keloğlan versucht, Cankız zu retten, erfährt jedoch von ihr, dass sie gar nicht gerettet werden will, weil sie den Schwarzen Prinzen liebt. Beim Zweikampf schießt der Schwarze Prinz schließlich auf Keloğlan, wobei Balkız den Schuss abfängt und durch einen Zufall überlebt. Balkız wird durch den Tumult als Frau enttarnt und gesteht Keloğlan seine Liebe; ihm beginnen prompt, Haare zu wachsen. Am Ende finden sich die Paare Keloğlan und Balkız sowie Schwarzer Prinz und Cankız. Der Schwarze Prinz triumphiert, weil endlich einmal der Böse die gute Prinzessin gekriegt habe, doch stellt Keloğlan fest, dass Cankız durch ihr falsches Spiel mit ihm am Ende eine böse Prinzessin sei und damit märchengerecht durchaus zum Schwarzen Prinzen gehöre.

## Produktion
Keloglan gegen den schwarzen Prinzen wurde in Istanbul gedreht. Zu sehen sind unter anderem die Yedikule, die Theodosianische Mauer (Zugang zu Schloss Vandam), der Belgrad-Wald bei Istanbul (u. a. Szenen um Robin Hood), das Museum Darphane-i Amire (Die Münze) und die Universität Istanbul. Die Kostüme schuf Sema Gücer, die Filmbauten stammen von Erhan Akgün.
Im Film gibt es Anspielungen auf zahlreiche Märchen, darunter Rotkäppchen, Aladdin, Schneewittchen und die sieben Zwerge, Dornröschen und Aschenputtel. Einige Märchenfiguren, darunter neben Aschenputtel und Schneewittchen auch Robin Hood und der Dschinn aus Aladdin, treten im Film in Nebenrollen auf. Nasreddin Hoca ist als teilweise verwirrter Geschichtenerzähler zu sehen. Die Figur des Keloğlan selbst ist ein populärer Held der türkischen Volkskultur.
Keloglan gegen den schwarzen Prinzen lief am 6. Januar 2006 in den türkischen Kinos an. Ab 12. Januar 2006 wurde der Film in den Schweizer und ab 26. Januar 2006 in den deutschen Kinos gezeigt, wobei er im Original mit Untertiteln lief. In Österreich kam er am 27. Januar 2006 in die Kinos. In Deutschland wurde der Film in der ersten Woche bei 41 Kopien von ca. 25.000 Besuchern gesehen.

## Kritik
Für den Filmdienst war Keloglan gegen den schwarzen Prinzen „[a]bsurd-fantastische Filmunterhaltung […], die jedoch nur wenig zu verzaubern vermag, weil sie lediglich eine plump gewirkte Geschichte mit Neigung zum Trash auftischt.“ „Märchenhaftes Kino aus der Türkei“, befand SKIP – Das Kinomagazin. „Wohlbekannte Motive europäischer Volksmärchen von König Drosselbart bis zum Aschenputtel feiern ein Stelldichein in diesem effektvollen, reich ausgestatteten Fantasyabenteuer vom Bosporus“, schrieb rtv. Für die Tageszeitung war der Film ein „märchenhafter Quatsch aus der Türkei.“
Der Film gebe „deutlich zu erkennen, wo die Bezugspunkte für das türkische Kino liegen: Genau in der Mitte zwischen Osten und Westen, zwischen den Choreographien der indischen Musicals und westlichem Klamauk, zwischen Grimms Märchen und den Erzählungen aus den 1001 Nächten“, so die Berliner Zeitung, die zudem die „reiche Selbstironie“ des Films hervorhob.